# Muzyka duszy
Muzyka duszy (ang. Soul music) – humorystyczna powieść fantasy Terry’ego Pratchetta, wydana w 1994 r. (tłumaczenie wydania polskiego: Piotr W. Cholewa). Jest to szesnasta część cyklu Świat Dysku.
Książka opowiada o konsekwencjach znalezienia pewnego instrumentu muzycznego w sklepie, „którego jeszcze wczoraj tutaj nie było”. Tytułowa Muzyka duszy to muzyka wykrokowa. W książce tej pojawia się również Śmierć oraz Susan Sto Helit – „wnuczka” Śmierci, która odziedziczyła po dziadku wiele zdolności.
Głównym bohaterem jest Imp Y Celyn (znany także pod pseudonimem artystycznym „Buddy”), bard z Llamedos. Imp wspólnie z trollem Liasem i krasnoludem Buogiem utworzył pierwszy na Dysku zespół „wykrokowy” (dyskowy odpowiednik rocka).